# Nephargynnis salomonis
Nephargynnis salomonis är en fjärilsart som beskrevs av Bustillo 1973. Nephargynnis salomonis ingår i släktet Nephargynnis och familjen praktfjärilar. Inga underarter finns listade i Catalogue of Life.